# شریف‌آباد (دامغان)
شریف‌آباد روستایی در دهستان قهاب رستاق بخش امیرآباد شهرستان دامغان استان سمنان ایران است. این روستا در جنوب‌شرق دامغان قرار دارد.

## جمعیت
بر پایه سرشماری عمومی نفوس و مسکن در سال ۱۳۹۵ جمعیت این مکان زیر ۳ خانوار بوده‌است.

## زبان
در این روستا گویش شریف‌آبادی لهجه دامغانی فارسی صحبت می‌شود.
| شریف‌آبادی (دامغان) | فارسی                            |
| ------------------ | -------------------------------- |
| میانِ               | در، داخِلِ، میانِ                   |
| وَچه                | بَچّه                              |
| جِن                 | جا، مَکان                         |
| مَچِّد                | مَسجِد                             |
| شُوه                | شَوَد، شه (عامیانه)                |
| کِرده               | کَرده                             |
| بُدی                | بودی                             |
| داشتُم              | داشتَم                            |
| می‌گُفتُم             | می‌گُفتَم                           |
| می‌شِن               | می‌شَوَند، می‌شَن (عامیانه)           |
| ـُم                 | ـَم (ضمیر ملکی اول شخص مفرد متصل) |

| شریف‌آبادی (دامغان)                                  | فارسی                                                              |
| --------------------------------------------------- | ------------------------------------------------------------------ |
| میانِ مَچِّد (miyân-e maččed)                           | دَر مَسجِد (dar masjed)                                               |
| تو چِکار کِرده بُدی؟ (?to čekâr kerde bodi)            | تو چِکار کَرده بودی؟ (?to čekâr karde budi)                          |
| داشتُم به وَچه‌اُم می‌گُفتُم (dâštom be vače-om mi-goftom) | داشتَم به بَچّه‌اَم می‌گُفتَم (dâštam be bačče-am mi-goftam)               |
| تا جوجه شُوه (tâ juje šove)                          | تا جوجه شَوَد، تا جوجه شه (عامیانه) (tâ juje šavad, tâ juje še)      |
| بُزُرگ می‌شِن (bozorg mi-šen)                           | بُزُرگ می‌شَوَند، بُزُرگ می‌شَن (عامیانه) (bozorg mi-šavand, bozorg mi-šan) |

## جغرافیا
وضع طبیعی روستای شریف آباد بصورت دشتی می‌باشد و همچنین راه زمینی این روستا بصورت جاده آسفالته می‌باشد.